# Agakhanovit-(Y)
Das Mineral Agakhanovit-(Y) ist ein sehr selten vorkommendes Ringsilikat aus der Milaritgruppe innerhalb der Mineralklasse der „Silikate und Germanate“ mit der Endgliedzusammensetzung (YCa)◻2KBe3Si12O30. Es kristallisiert mit hexagonaler Symmetrie und entwickelt farblose, prismatische Kriställchen von unter einem Millimeter Größe.
Agakhanovit-(Y) findet sich als späte Abscheidung aus hydrothermalen Lösungen in Miarolen von Yttrium- und Beryllium-reichen, granitischen Pegmatiten. Neben seiner Typlokalität, dem Cleavelandit-Amazonit-Pegmatit in Tørdal, Südnorwegen, sind Yttrium-reiche Milarite bisher nur an wenigen weiteren Lokalitäten nachgewiesen worden: dem Jaguaraçú-Pegmatit (Minas Gerais, Brasilien), den Pegmatiten des Strange Lake Komplex (Québec und Labrador, Kanada) und dem Velká-Skála-Pegmatite (Jihočeský kraj, Tschechien).

## Etymologie und Geschichte
Yttrium- und Beryllium-reiche Milarite wurden zuerst 1965 von Oftedal und Sæbø aus Grorud in Norwegen beschrieben. In den 1990er Jahren folgten weitere Funde von Y-Milariten aus Brasilien (Jaguaraçú) und Kanada (Strange Lake), die jedoch chemisch zu inhomogen (zoniert) für die Definition eines neuen Minerals waren.
Erst 2011 gelang die Isolierung eines homogenen Yttrium-Milaritkristalles aus dem Pegmatit bei Tørdal, mit dem die vollständige Charakterisierung und 2013 dann die Anerkennung des neuen Y-Be-Minerals Agakhanovit-(Y) durch die International Mineralogical Association (IMA) unter der internen Eingangs-Nr. IMA 2013-090 gelang.
Das Mineral wurde nach dem russischen Mineralogen Atali Akmuradowitsch Agachanow (russisch Атали Акмурадович Агаханов) (* 1971) benannt, der am Mineralogischen Museum der Russischen Akademie der Wissenschaften in Moskau beschäftigt ist. Agachanow forschte über eine Vielzahl pegmatitischer Minerale. Beispielsweise war er an der Untersuchung der Pegmatite am Darai-Pioz-Gletscher im Alaigebirge (Tadschikistan) und der Erstbeschreibung von zwei neuen Mineralen der Milarit-Gruppe beteiligt: Dusmatovit (1996) und Berezanskit (1997).

## Klassifikation
Da der Agakhanovit-(Y) erst 2013 von der IMA anerkannt wurde, ist er weder in der veralteten 8. Auflage noch in der von der IMA zuletzt 2009 aktualisierten 9. Auflage der Strunz’schen Mineralsystematik aufgeführt. Auch in der vorwiegend im englischen Sprachraum gebräuchlichen Systematik der Minerale nach Dana ist Agakhanovit-(Y) noch nicht verzeichnet.
In der zuletzt 2018 überarbeiteten Lapis-Systematik nach Stefan Weiß, die formal auf der alten Systematik von Karl Hugo Strunz in der 8. Auflage basiert, erhielt das Mineral die System- und Mineralnummer VIII/E.22-019. Dies entspricht der Klasse der „Silikate“ und dort der Abteilung „Ringsilikate“, wo Agakhanovit-(Y) zusammen mit Almarudit, Armenit, Berezanskit, Brannockit, Chayesit, Darapiosit, Dusmatovit, Eifelit, Emeleusit, Faizievit, Friedrichbeckeit, Klöchit, Lipuit, Merrihueit, Milarit, Oftedalit, Osumilith, Osumilith-(Mg), Poudretteit, Roedderit, Shibkovit, Sogdianit, Sugilith, Trattnerit, Yagiit und Yakovenchukit-(Y) die „Milarit-Osumilith-Gruppe“ (VIII/E.22) mit der Struktur doppelter Sechseringe [Si12O30]12− bildet (Stand 2018).
Die Systematik der Minerale nach Strunz (9. Auflage) wird von „Hudson Institute of Mineralogy“ in der Mineraldatenbank „Mindat.org“ weitergeführt. Hier gehört Agakhanovit-(Y) in die Klasse „Silicate und Germanate“ und die Abteilung der „Ringsilikate“ (englisch [Cyclosilicates). Diese ist weiter unterteilt nach der Zähligkeit und Multiplizität der Silikatringe und Agakhanovit-(Y) wird in der Unterabteilung „sechser-Doppelringe“ (englisch Si6O18]2- 6-membered double rings) mit der Systemnummer 9.CM geführt, zusammen mit den zuvor aufgeführten Mineralen der Milarit-Gruppe, den neu hinzugekommenen Mineralen Aluminosugilith und Laurentthomasit sowie dem verwandten Mineral Faizievit.

## Chemismus
Agakhanovit-(Y) hat die Endgliedzusammensetzung K◻2(YCa)Be3Si12O30 und ist das Yttrium-Analog von Oftedalit. Es bildet eine Mischkristallreihe mit Milarit gemäß der gekoppelten Austauschreaktion:
- [A]Ca2+ + [T2]Al3+ = [A]Y3+ + [T2]Be2+[5]

Die empirische Zusammensetzung aus der Typlokalität ist
- [C]K1.00 [B][◻1,06(H2O)0.92Na0.02] [A](Y0.89Yb0.01Ca1.06)∑1.96 [T2](Be2.93Al0.07)∑3.00 [T1]Si12.02O30,

wobei in den eckigen Klammern die Position in der Kristallstruktur angegeben ist.
Neben Yttrium können noch geringe Gehalte weiterer Seltenerdelemente eingebaut werden, vor allem Cer (Ce), Ytterbium (Yb), Dysprosium (Dy), Europium (Eu) und Neodym (Nd). Cer-reiche Milarite, deren Cer-Gehalte diejenigen von Yttrium übersteigen, wurden als Agakhanovit-(Ce) bezeichnet, obwohl eine Beschreibung als eigenständige Spezies noch aus steht.

## Kristallstruktur
Agakhanovit-(Y) kristallisiert mit hexagonaler Symmetrie der Raumgruppe P6/mcc (Raumgruppen-Nr. 192) und den Gitterparametern a = 10.3476 Å und c = 13.7610 Å sowie zwei Formeleinheiten pro Elementarzelle.
Agakhanovit-(Y) ist isotyp zu Milarit, d. h., es kristallisiert mit der gleichen Struktur wie Milarit.
Die 12-fach koordinierte C-Position ist voll besetzt mit Kalium, die 9-fach koordinierte B-Position halb besetzt mit H2O und geringen Mengen Na. Die oktaedrisch koordinierte A-Position ist voll besetzt mit 1 Ca2+ und 1 Y3+. Die T2-Position enthält neben Beryllium nur kleine Mengen Al3+ und die T1-Position, die die 6er-Doppelringe aufbaut, enthält nur Silizium (Si4+).

## Bildung und Fundorte
Agakhanovit-(Y) bildet sich bei niedrigen Temperaturen und Drucken aus hydrothermalen Restlösungen Yttrium- und Beryllium-reicher Pegmatite und findet sich dort meist in Drusen.
Typlokalität ist der Cleavelandit-Amazonit-Pegmatit in Tørdal, Südnorwegen, wo er aufgewachsen auf Milarit oder Kristiansenit zu finden ist. Weitere Fundorte sind der Jaguaraçú-Pegmatit in Minas Gerais, Brasilien, die Pegmatite des Strange Lake Komplex in Québec und Labrador, Kanada und der Velká-Skála-Pegmatit in Jihočeský kraj, Tschechien.
Im Jaguaraçú-Pegmatit tritt Yttrium-reicher Milarit zusammen mit Adular, Albit, Hämatit, Muskovit, Quarz und Minasgeraisit auf. In den teilweise pegmatitischen, alkalireichen Granit des Strange Lake Komplex findet er sich in Miarolen zusammen mit Quarz, Albit, Hämatit und Xenotim.
Im Velká-Skála-Pegmatit tritt Agakhanovit-(Y) aufgewachsen auf Yttrium-armen Milarit zusammen mit Kalifeldspat und Quarz auf.